# Winter-Paralympics 2002
| Medaillenspiegel               | Medaillenspiegel   | Medaillenspiegel | Medaillenspiegel | Medaillenspiegel | Medaillenspiegel |
| Platz                          | Land               | Goldmedaille     | Silbermedaille   | Bronzemedaille   | Gesamt           |
| ------------------------------ | ------------------ | ---------------- | ---------------- | ---------------- | ---------------- |
| 1                              | Deutschland        | 17               | 1                | 15               | 33               |
| 2                              | Vereinigte Staaten | 10               | 22               | 11               | 43               |
| 3                              | Norwegen           | 10               | 3                | 6                | 19               |
| 4                              | Österreich         | 9                | 10               | 10               | 29               |
| 5                              | Russland           | 7                | 9                | 5                | 21               |
| 6                              | Kanada             | 6                | 4                | 5                | 15               |
| 7                              | Schweiz            | 6                | 4                | 2                | 12               |
| 8                              | Australien         | 6                | 1                | 0                | 7                |
| 9                              | Finnland           | 4                | 1                | 3                | 8                |
| 10                             | Neuseeland         | 4                | 0                | 2                | 6                |
| Vollständiger Medaillenspiegel |                    |                  |                  |                  |                  |

Die VIII. Winter-Paralympics wurden vom 7. bis 16. März 2002 in der amerikanischen Stadt Salt Lake City, der Hauptstadt des US-Bundesstaates Utah, ausgetragen. 
Das deutsche Team führte den Medaillenspiegel mit insgesamt 17 Gold-, 22 Silber- und 11 Bronze-Medaillen vor den Vereinigten Staaten und Norwegen an.

## Allgemeines
Das Medien- und Besucher-Interesse an Paralympischen Spielen stieg nach Nagano 1998 weiter. Aufgrund hoher Nachfrage nach Tickets für bestimmten Veranstaltungen, wurde die Gesamtzahl der verfügbaren Tickets von 225.000 auf 248.000 erhöht. Der endgültige Verkauf betrug 211.790 – so wurden also 85 % der Tickets verkauft. Das offizielle Maskottchen der Spiele war der Fischotter Otto.
Insgesamt 836 akkreditierte Medien-Vertreter berichteten von den Spielen in Salt Lake City für Printmedien, Fotografie, Rundfunk- und Fernsehanstalten und mehr als 30 Sender. Nach monatelangen Verhandlungen wurde eine Live-Übertragung über alle Sportarten weltweit gesichert.

## Wettkampfstätten
| Veranstaltungsort | Veranstaltungsort   | Sportarten       | Sitzplätze |
| ----------------- | ------------------- | ---------------- | ---------- |
| Salt Lake City    | Rice-Eccles Stadium | Eröffnungsfeier  | k. A.      |
| Salt Lake City    | Medals Plaza        | Schlussfeier     | 20.000     |
| Park City         | Snowbasin Resort    | Ski Alpin        | 22.500     |
| Midway            | Soldier Hollow      | Biathlon         | 64.160     |
| Midway            | Soldier Hollow      | Skilanglauf      | 99.320     |
| West Valley City  | E Center            | Sledge-Eishockey | 12.000     |

## Wettbewerbe
- Biathlon
- Ski Alpin
- Skilanglauf
- Sledge-Eishockey

## Teilnehmer
Von den 36 Nationen, welche sich für die Spiele in Salt Lake City angemeldet hatten, nahmen Andorra, Chile, China, Kroatien, Griechenland und Ungarn zum ersten Mal an den Paralympischen Winterspielen teil.
Insgesamt nahmen 416 Athleten aus 36 Nationen teil.
| Europa (267 Athleten aus 24 Ländern)                                                                                            | Europa (267 Athleten aus 24 Ländern)                                                                                                | Europa (267 Athleten aus 24 Ländern) |
| --- | --- | --- |
| - Andorra (2)* - Belarus (4) - Bulgarien (1) - Dänemark (1) - Deutschland (27) - Estland (13) - Finnland (14) - Frankreich (18) | - Griechenland (1)* - Italien (13) - Kroatien (2)* - Niederlande (4) - Norwegen (27) - Österreich (22) - Polen (14) - Russland (26) | - Schweden (19) - Schweiz (18) - Slowakei (14) - Spanien (8) - Tschechien (6) - Ukraine (10) - Ungarn (1)* - Vereinigtes Königreich (2) |
| Amerika (86 Athleten aus 3 Ländern)                                                                                             | | |
| - Chile (2)* | - Kanada (27) | - Vereinigte Staaten (57) |
| Asien (54 Athleten aus 6 Ländern)                                                                                               | | |
| - Armenien (6) - Iran (1) | - Japan (36) - Kasachstan (1) | - Südkorea (6) - Volksrepublik China (4)*                                                                                               |
| Afrika (1 Athlet) | | |
| - Südafrika (1) | | |
| Ozeanien (8 Athleten aus 2 Nationen)                                                                                            | | |
| - Australien (6) | - Neuseeland (2) | |
| (Anzahl der Athleten) * erstmalige Teilnahme an Winter-Paralympics                                                              | | |

## Doping
Überschattet wurden die Spiele vom ersten Dopingfall in der Geschichte der Winter-Paralympics: Bei Thomas Oelsner aus Deutschland wurde Methenolon nachgewiesen, woraufhin er seine beiden Goldmedaillen im Biathlon und im Skilanglauf zurückgeben musste, von den Spielen ausgeschlossen und international für zwei Jahre gesperrt wurde.